# Suris
Suris foi uma comuna francesa na região administrativa da Nova Aquitânia, no departamento de Charente. Estendia-se por uma área de 11,08 km². Em 2010 a comuna tinha 287 habitantes (densidade: 25,9 hab./km²).
Em 1 de janeiro de 2019, passou a formar parte da nova comuna de Terres-de-Haute-Charente.